# Tommy Jackson
Thomas Jackson, detto Tommy (Belfast, 3 novembre 1946), è un allenatore di calcio ed ex calciatore nordirlandese, di ruolo centrocampista.

## Carriera
Nell'estate 1967 il club nordirlandese del Glentoran disputò il campionato nordamericano organizzato dalla United Soccer Association: accadde infatti che tale campionato fu disputato da formazioni europee e sudamericane per conto delle franchigie ufficialmente iscritte al campionato, che per ragioni di tempo non avevano potuto allestire le proprie squadre. Il Glentoran rappresentò i Detroit Cougars, e chiuse al quarto posto della Eastern Division, non qualificandosi per la finale (vinta dai Los Angeles Wolves, rappresentati dai Wolverhampton).

## Palmarès

### Giocatore

#### Competizioni nazionali
- Campionato nordirlandese: 3

Glentoran: 1963-1964, 1966-1967, 1967-1968
- Irish Cup: 1

Glentoran: 1965-1966
- Campionato inglese: 1

Everton: 1969-1970
- Charity Shield: 2

Everton: 1970
Manchester United: 1977
- Coppa d'Inghilterra: 1

Manchester United: 1976-1977
- FAI Cup: 1

Waterford: 1979-1980

### Allenatore
- Irish Cup: 3

Glentoran: 1986-1987, 1987-1988, 1989-1990
- Campionato nordirlandese: 2

Glentoran: 1987-1988, 1991-1992
- Irish Football League: 2

Glentoran: 1988-1989, 1990-1991